# امرات، افغانستان
امرات، افغانستان (به لاتین: Amrut, Afghanistan) یک منطقهٔ مسکونی در افغانستان است که در ولایت قندوز واقع شده‌است.